# Szalcinie
Szalcinie (biał. Шальціні; ros. Шальтини) – wieś na Białorusi, w obwodzie grodzieńskim, w rejonie werenowskim, w sielsowiecie Żyrmuny.
W dwudziestoleciu międzywojennym miejscowość leżała w Polsce, w województwie nowogródzkim, w powiecie lidzkim, w gminie Żyrmuny.